# 신풍령

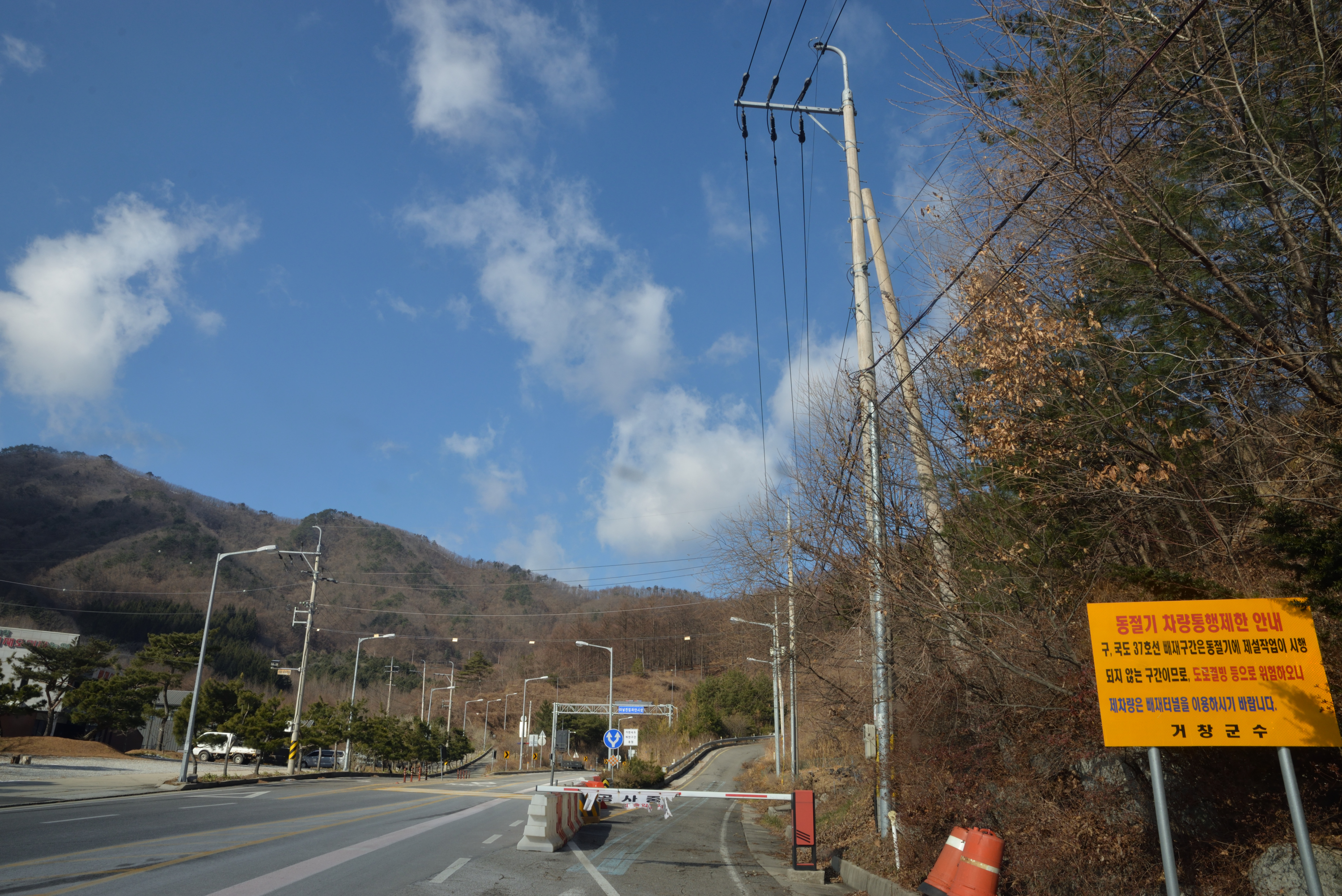
국도 제37호선 신풍령(빼재) 구간

신풍령은 덕유산국립공원 동쪽 끝에 있는 백두대간의 고개이며 빼재라고도 한다. 전북특별자치도 무주군 무풍면과 경상남도 거창군 고제면의 경계에 있고 국도 제37호선이 통과하며 고개 밑으로 연장 1,765m의 빼재터널이 개설되어 있다. 거창군 고제면에서 올라가는 길은 경사가 10%에 달하고 심하게 굽어 있지만 무주군 무풍면에서 올라가는 길은 경사가 완만하고 거의 직선이다. 거창군 고제면 쪽의 국도 제37호선은 신기교차로에서 터널 앞까지 오르막차로가 설치되어 있다.
고개 정상을 넘어가는 구 37번 국도는 동절기 통행이 제한되었다. 2013년 10월 31일 고제면에서 무풍면까지 5.4km구간이 확장 개통되고 빼재터널이 신설되어 산을 넘어가는 기존 4.6km구간은 폐지되어 현재는 차량의 통행이 불가하다.